# Зигзаг (острів)
Острів Зігзаг - невеликий острів поблизу південного узбережжя острова Тауер, архіпелаг Палмер. Назва, застосована Сполученим Королівством з назв антарктичних топонімів (UK-APC), описує острів у плані.  Острів глибоко порізаний, з крутими скелями.

## Дивись також
- Композитний антарктичний географічний довідник
- Список антарктичних і субантарктичних островів
- Список антарктичних островів на південь від 60° пд
- Науковий комітет з антарктичних досліджень
- Територіальні претензії в Антарктиді

## Карта
- Півострів Трініті. Масштаб 1:250000 топографічна карта № 5697. Institut für Angewandte Geodäsie і Британська антарктична служба, 1996.